# محمد بن جرير الطبري (الإمامي)
الشيخ أبو جعفر محمد بن جرير بن رُستَم الطبري الآملي؛ هو رجل دين وفقيه ومحدّث شيعي من مشاهير علماء الشيعة الإماميّة، ويُضاف إلى اسمه أحياناً الإمامي أو الشيعي تمييزاً له عن ابن جرير الطبري السني صاحب التاريخ والتفسير. ترجم له محسن الأمين في أعيان الشيعة مثنياً عليه ومنبّهاً على وقوع الاشتباه كثيراً بين الطبري الإمامي والطبري السنّي مبيّناً أحد الموارد التي اشتُبه فيها.

## مؤلفاته
| - تاريخ الطبري. - الإيضاح في الإمامة. - الآداب الحميدة. - كتاب الرواة عن أهل البيت. | - غريب القرآن. - مناقب فاطمة الزهراء وولدها. - نوادر المعجزات في مناقب الأئمة الهداة. |

## الأراء حوله

### الشيعة
- أحمد علي النجاشي: «جليل، من أصحابنا، كثير العلم، حسن الكلام، ثقة في الحديث»[9]
- الشيخ الطوسي: «ابن جرير بن رستم الطبري الكبير يكنّى أبا جعفر، ديّن فاضل، وليس هو صاحب التأريخ فإنّه عامّي المذهب» وقال أيضا «محمد بن جرير بن رستم الطبري، وليس بصاحب التاريخ»[10]
- العلامة الحلي: «بالجيم قبل الراء بن رستم بالتاء المفتوحة المنقطة فوقها نقطتين بعد السين المهملة الطبري الآملي أبو جعفر جليل من أصحابنا كثير العلم حسن الكلام ثقة في الحديث.»[11]
- وقال في إيضاح الإشتباه: «ليس هذا صاحب التأريخ، ذلك عامّي وذا إمامي»[12]
- المجلسي: «ابن جرير الطبري اثنان أحدهما عامّي والآخر ثقة»[13][14]
- هاشم البحراني: «الشيخ الثقة أبي جعفر محمد بن جرير بن رستم الآملي، كثير العلم، حسن الكلام»[15]
- فخر الدين الطريحي: «محمد بن جرير المشترك بين رجلين لاحظ لهما في التوثيق، فإن وثاقة ابن جرير بن رستم مما لا خلاف فيها، حتى من الفاضل الجزائري الذي هو صعب التوثيق.»[16]
- التفريشي: " محمد بن جرير بن رستم الطبري الآملي أبو جعفر جليل، من أصحابنا، كثير العلم، حسن الكلام، ثقة في الحديث، له كتب، روى عنه الحسن بن حمزة الطبري[17]
- عبد النبي الجزائري: «ذكره في الثقات»[16]

### السنة
- الذهبي: " محمد بن جرير بن رستم، أبو جعفر الطبري. رافضي له تواليف، منها كتاب الرواة عن أهل البيت، رماه بالرفض عبد العزيز الكتاني[18]
- عبد الرحيم العراقي: " محمد بن جرير بن رستم أبو جعفر الطبري رافضي خبيث، ذكره الحافظ عبد العزيز الكتاني وقال إنه رافضي وله مؤلفات منها كتاب الرواة عن أهل البيت ولعل السليماني إنما أراد بالتضعيف هذا فإنه قال فيه إنه كان يضع للروافض فذكر الذهبي في الميزان محمد بن جرير الطبري الإمام المشهور وذكر قول السليماني ورده وكأنه لم يعلم بأن في الرافضة من شاركه في الاسم واسم الأب والكنية والنسبة وإنما يفترقان في اسم الجد فقط فالرافضي اسم جده رستم والإمام المشهور اسم جده يزيد ولعل ما حكى عن محمد بن جرير الطبري من الاكتفاء في الوضوء بمسح الرجلين إنما هو عن هذا الرافضي فإنه مذهب الشيعة والله أعلم[19]